# 名古屋高速6号清須線
名古屋高速6号清須線（なごやこうそく6ごうきよすせん）は、愛知県名古屋市西区の明道町ジャンクション(JCT)から同県清須市の清洲JCTへ至る名古屋高速道路の路線である。
道路法上は愛知県道455号高速名古屋朝日線で、名古屋市域外を通過するため「愛知県道」とされている。また、公社定款では、清洲JCTから東海JCTに至る路線を高速3号と命名している。そこで本項では、6号清須線、都心環状線の明道町JCT – 山王JCT間、および4号東海線をまとめて解説する場合、便宜的に「高速3号」と表記する。

## 概要
6放射道路から成る名古屋高速道路の内、国道22号岐阜、一宮方面と名古屋都心を連絡する南北方向の路線が6号清須線である。国道247号（西知多産業道路）と国道22号（名岐バイパス）を南北に直結する高速3号の北方部分である。
路線は都心環状線の北西に位置する明道町JCTを起点として庄内通出入口までは名古屋市道江川線と愛知県道63号名古屋江南線に沿って北上する。庄内通出入口で進路を西に変えてただちに国道22号に合流、そのまま庄内川を渡河して北西に向かって進み、終点の清洲JCTに連結する。道路構造は高架一層で、途中庄内川を跨ぐ「赤とんぼ橋」がある。
終点の清洲JCTでは16号一宮線と連結する。これによって岐阜、一宮、名神高速方面から名古屋市内および中部国際空港までの自動車専用道路によるアクセスが可能である。

### 路線データ
- 起点 : 愛知県名古屋市西区那古野二丁目[5]
- 終点 : 愛知県清須市朝日[5]
- 距離 : 7.0 km[8]
- 出入口 : 8箇所（入口:4箇所・出口:4箇所）[5]
- 分岐 : 2箇所
- 車線 : 往復4車線[5]

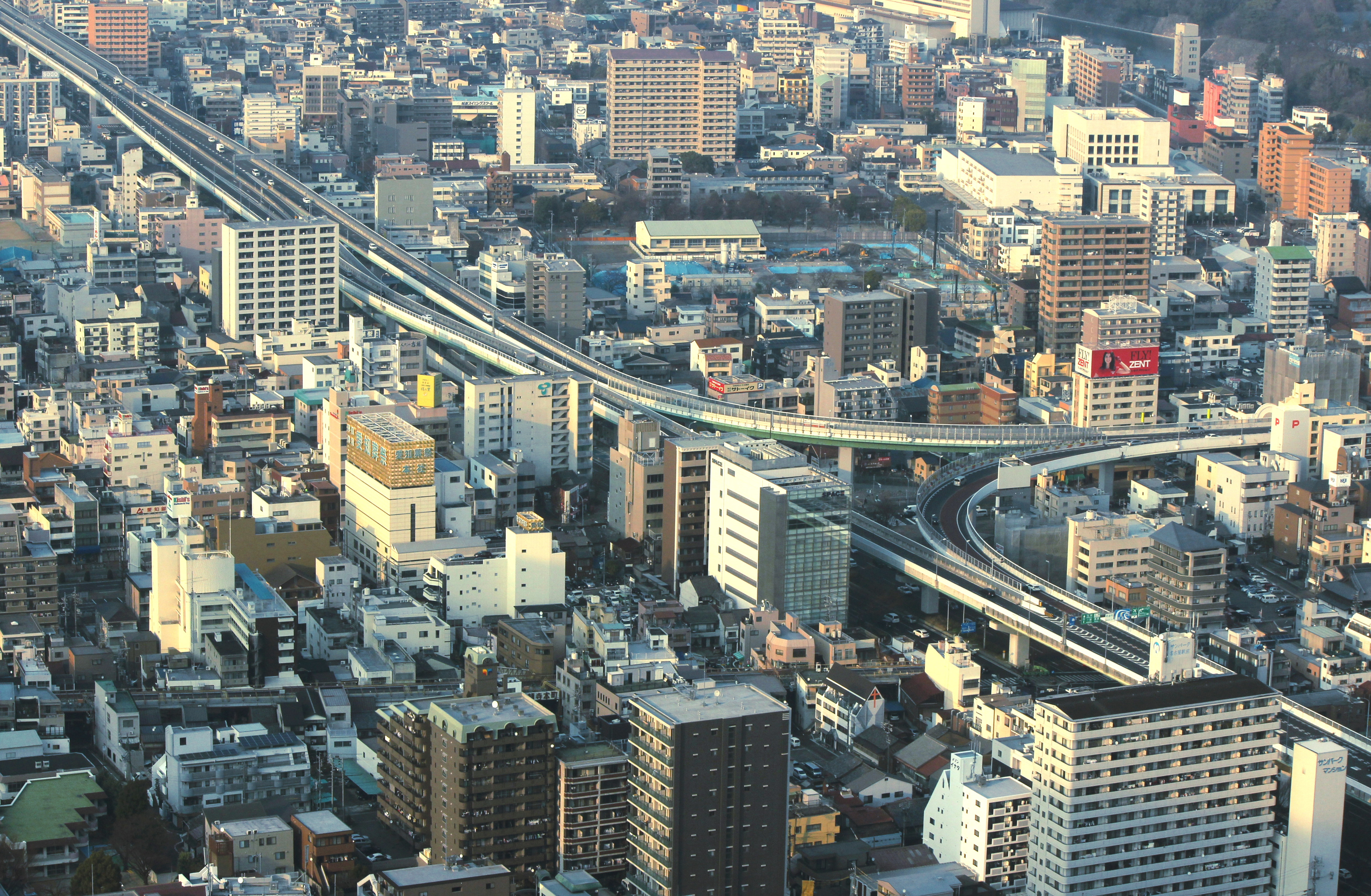
起点の明道町JCTと隣接する明道町出入口。
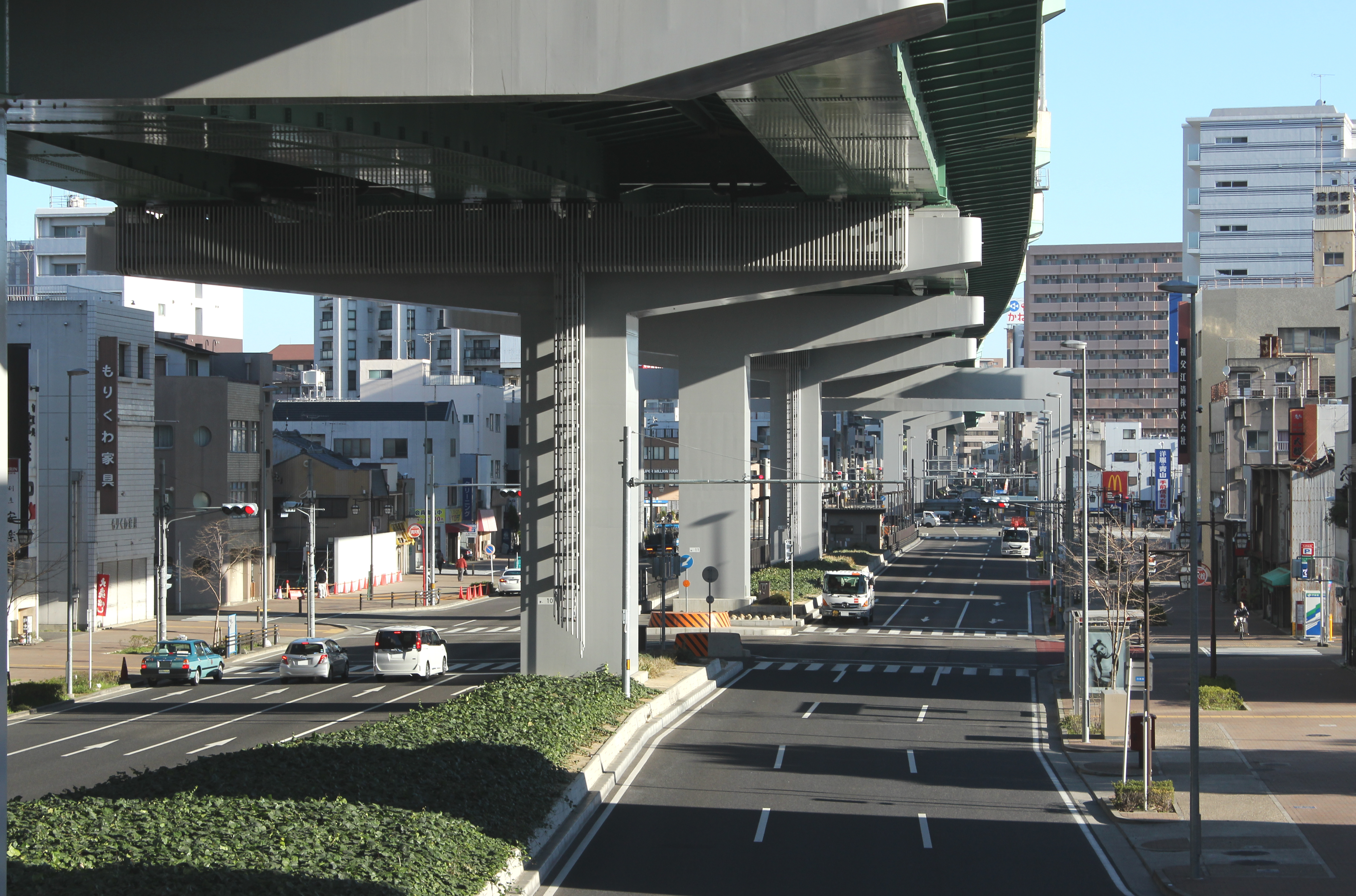
起点から暫くの間は名古屋市道江川線と並行する。
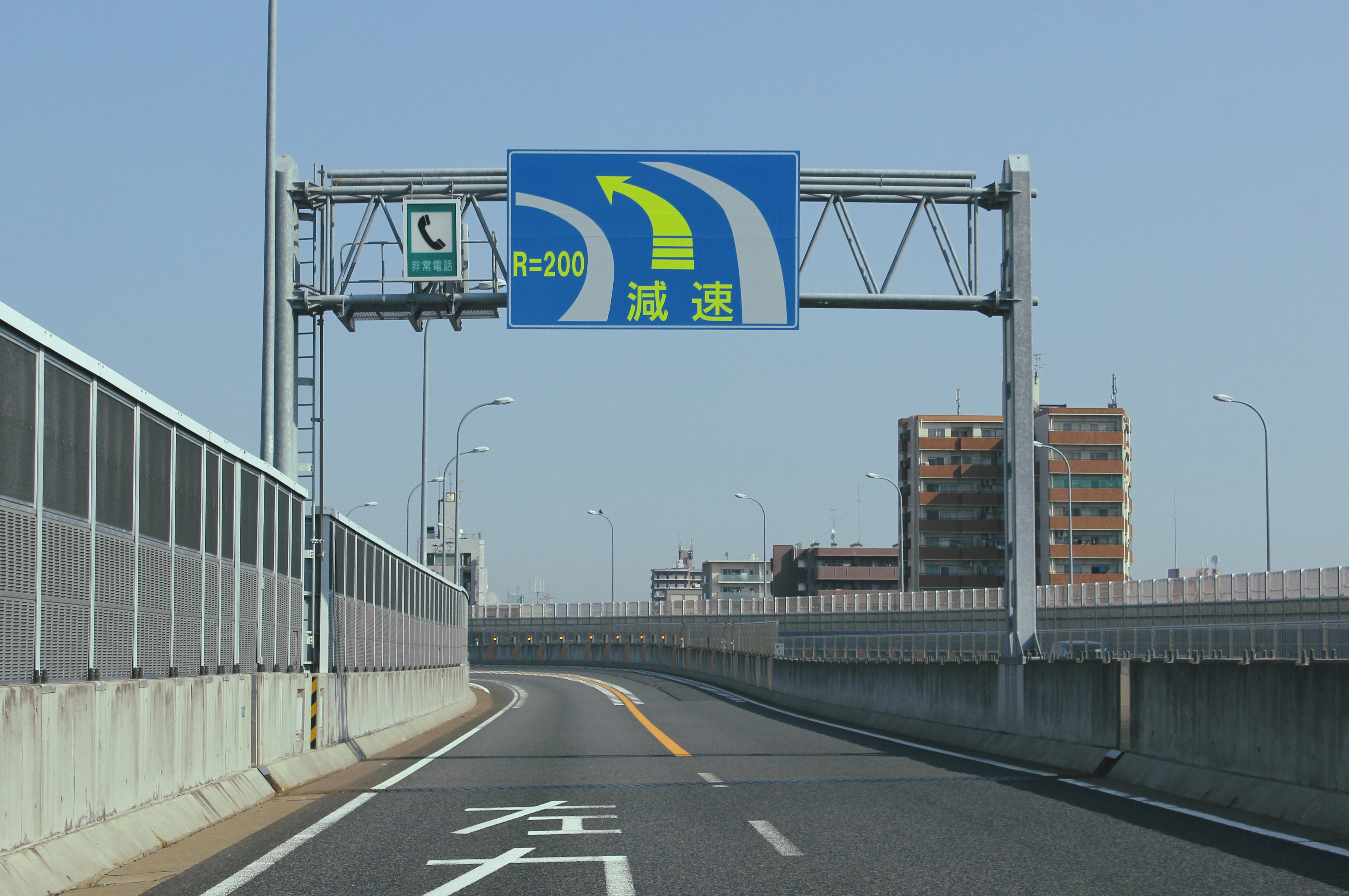
庄内通のカーブ区間。ここで進路を西に変える。
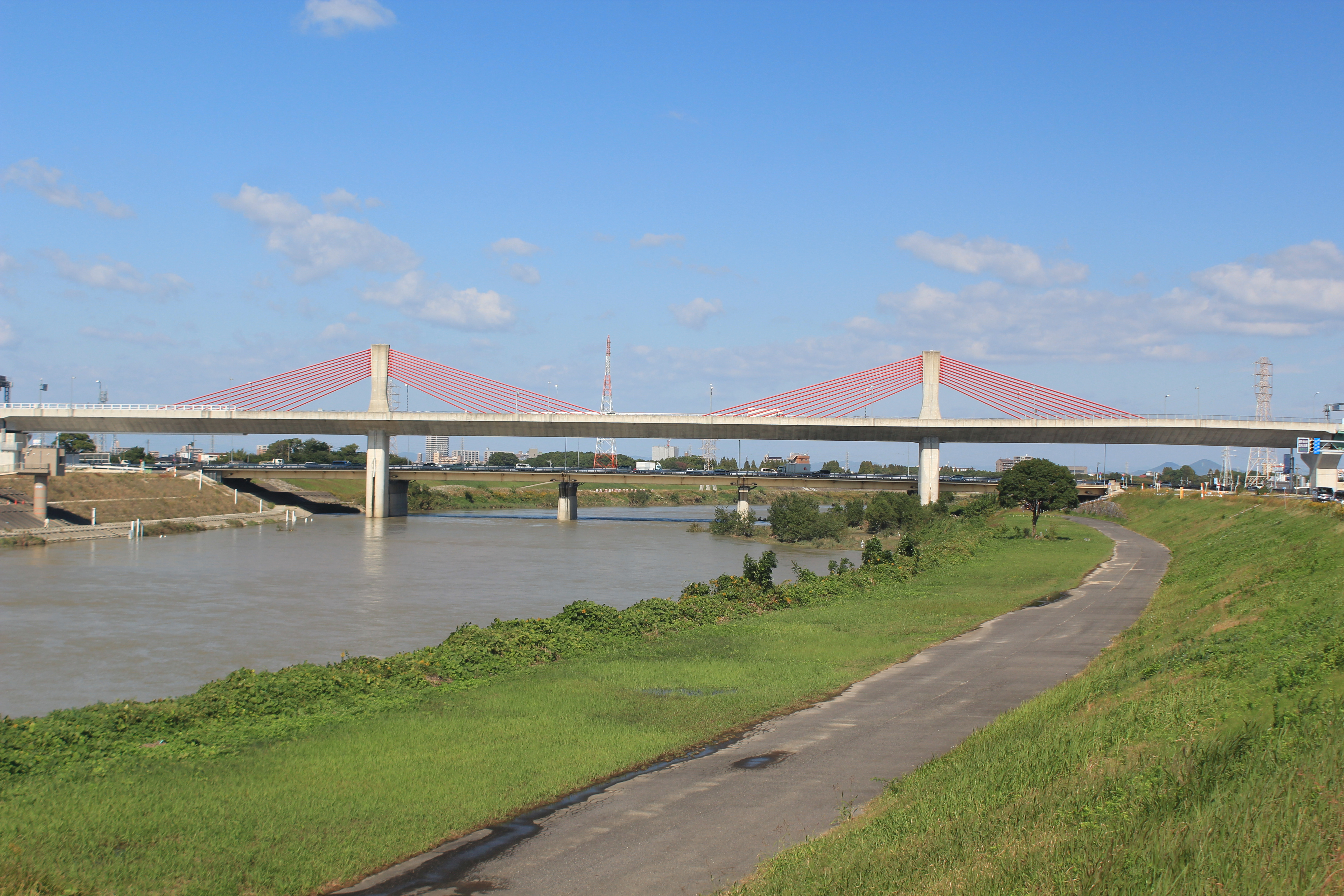
名古屋市と清須市の市境にある赤とんぼ橋。左側が清須市で右側が名古屋市西区。
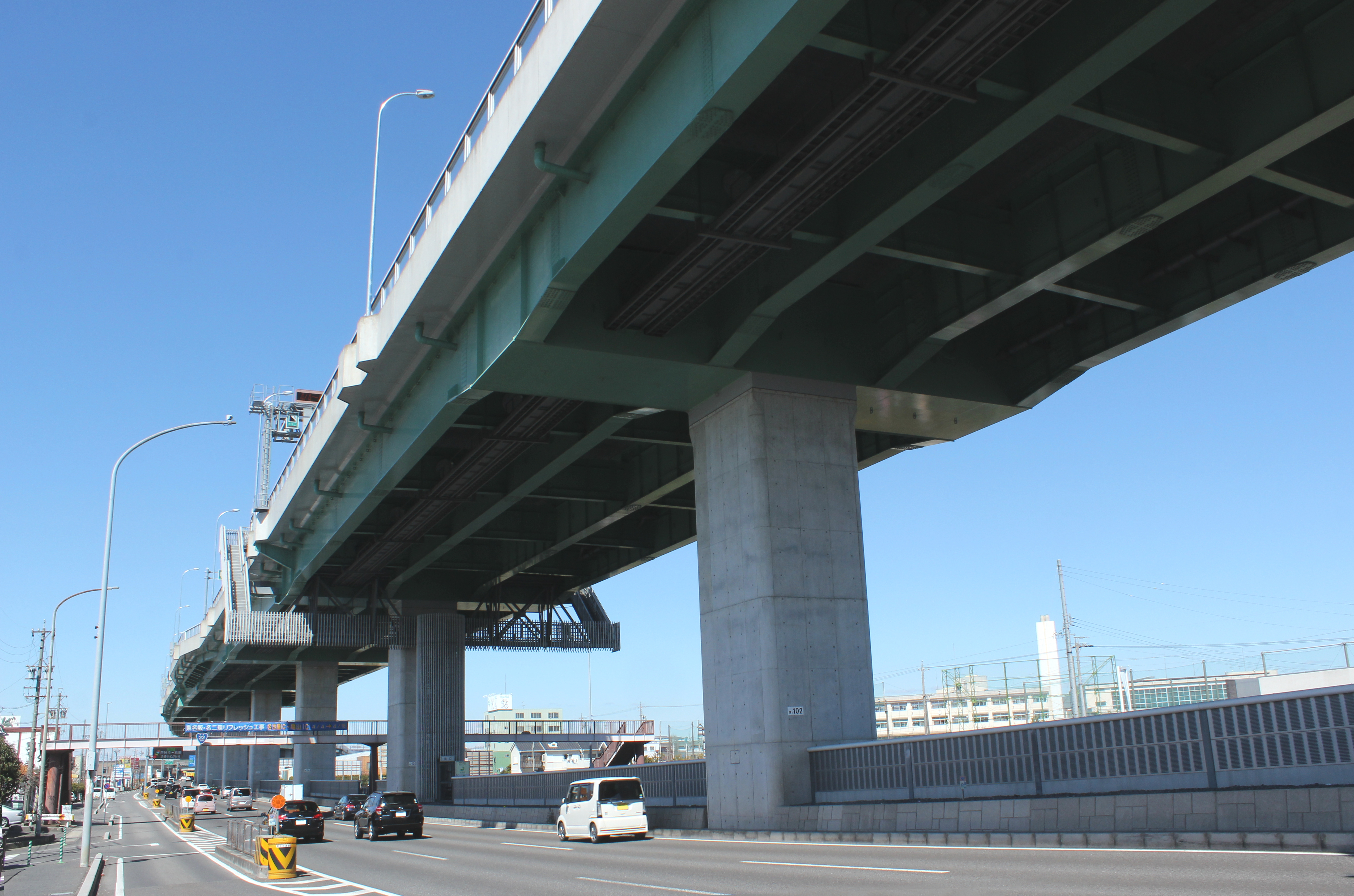
庄内川付近から清洲JCTまでは国道22号と並行。
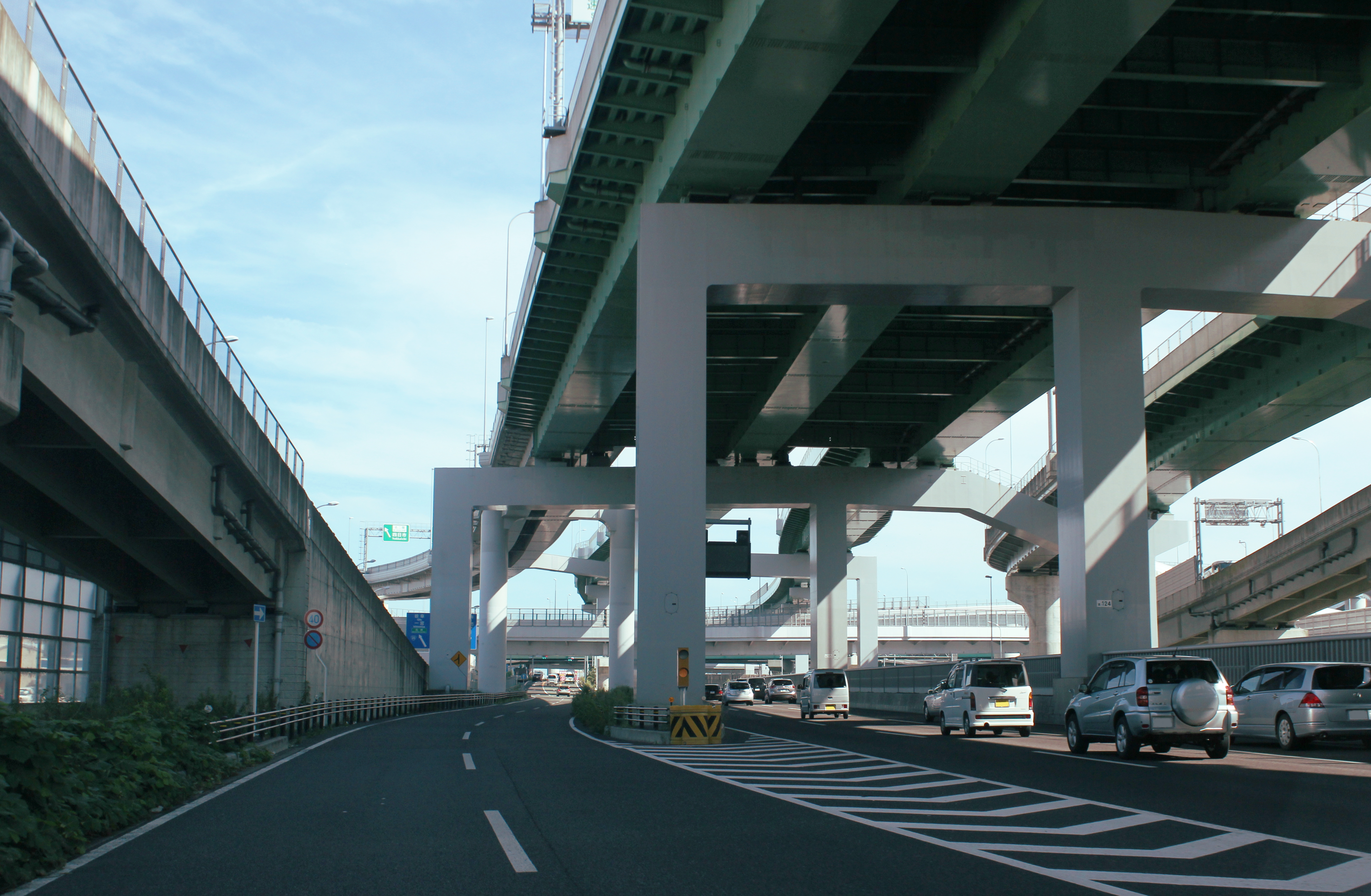
終点の清洲JCT付近。左のランプは清須出口。

## 出入口など
- 直接接続の記載がないものは市道接続である。
- （間）は他の道路を介して接続している間接接続
- 英略字は以下の項目を示す。
JCT：ジャンクション、TB:本線料金所

| 出入口番号            | 施設名       | 接続路線名                                                   | 起点から （km） | 備考                 | 所在地   | 所在地 |
| --------------------- | ------------ | ------------------------------------------------------------ | --------------- | -------------------- | -------- | ------ |
| -                     | 明道町JCT    | 都心環状線                                                   | 0.0             |                      | 名古屋市 | 西区   |
| 611/601               | 明道町出入口 | 名古屋市道江川線 （間）愛知県道200号名古屋甚目寺線（外堀通） | 0.1             | 一宮・清須方面出入口 | 名古屋市 | 西区   |
| 612/602               | 庄内通出入口 | 愛知県道63号名古屋江南線                                     | 2.6             | 都心環状方面出入口   | 名古屋市 | 西区   |
| 613/603               | 鳥見町出入口 | （間）愛知県道63号名古屋江南線                               | 3.3             | 一宮・清須方面出入口 | 名古屋市 | 西区   |
| -                     | 清須TB       | -                                                            |                 | 都心環状方面         | 清須市   | 清須市 |
| 614/604               | 清須出入口   | 国道22号（名岐バイパス） （間） 国道302号（環状2号）         | 6.3             | 都心環状方面出入口   | 清須市   | 清須市 |
| -                     | 清洲JCT      | C2 名古屋第二環状自動車道                                    | 7.0             |                      | 清須市   | 清須市 |
| 一宮線 名神・一宮方面 |              |                                                              |                 |                      |          |        |

- 601 - 604 北行、611 - 614 南行

## 歴史

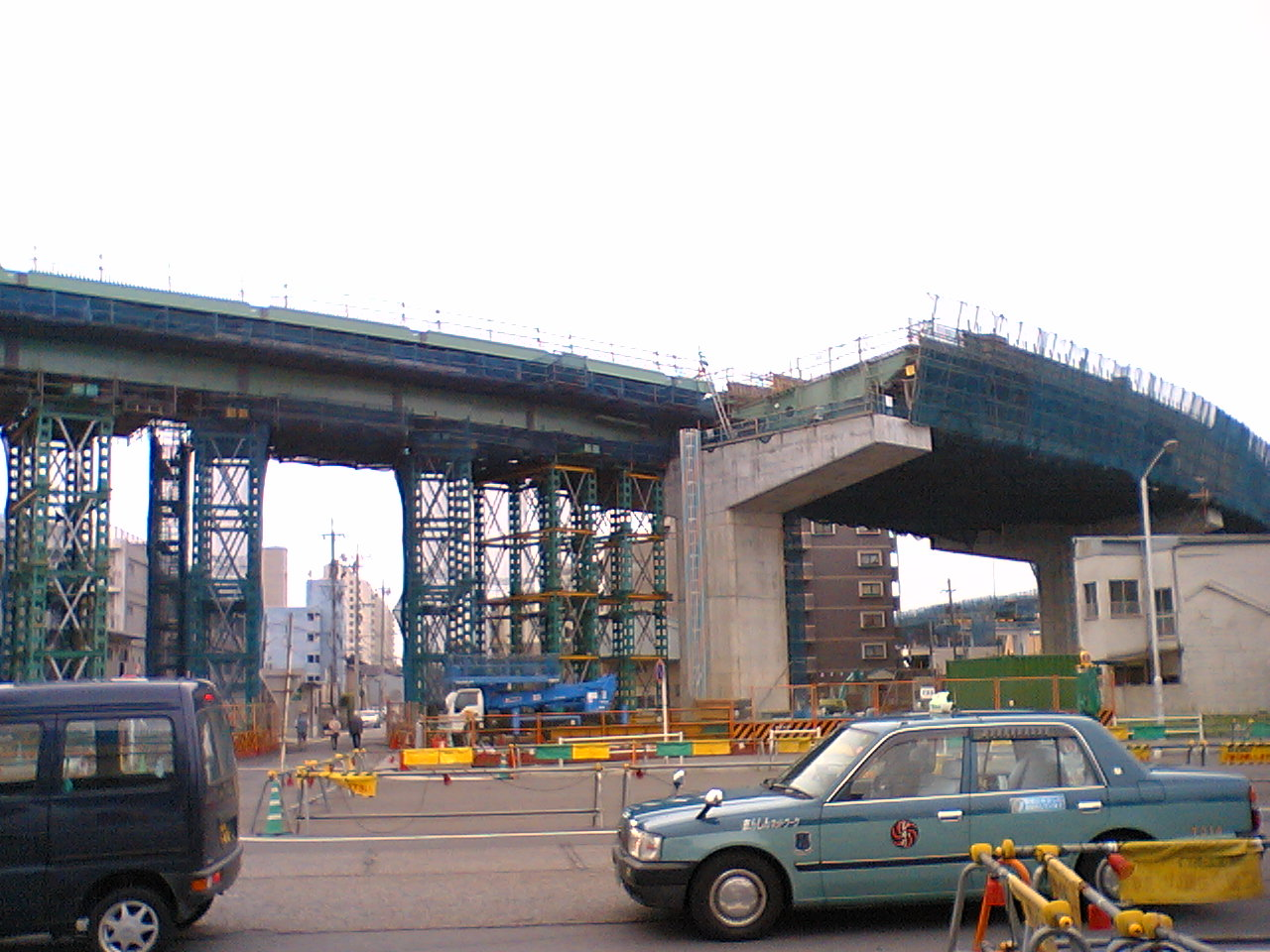
建設当時の庄内通工事現場

6号清須線は4号東海線同様、当初は1979年度までに供用される計画であった。しかし1975年（昭和50年）頃の本山市政のもと、環境対策を反映するための道路構造の変更によって、多額の建設費と工期を要するために高速3号の計画を一時棚上げすることが決定され、その後の状況変化によって高速3号の計画が再び動き出すまでの経緯については名古屋高速4号東海線#歴史を参照。
1992年（平成4年）6月における高速3号凍結が解除に向けて動き出した背景には、1号楠線と都心環状線および2号東山線の全線開業の目途がついたことから通行量が増えると予想され、新たな道路ネットワークを構築する必要に迫られたことによる。ただし、高速3号の南北を比較した場合、北部は接続する高速道路ネットワーク（清洲JCTにおける東名阪自動車道（現・名二環）の接続を指す）が既に構築されていたことから、まずは北部を優先着工することになり、1994年（平成6年）12月の復活折衝で事業費5億5千万円が認められた。これに先立って名古屋市は1993年（平成5年）6月に西区新道二丁目に明道町出入口を追加設置することを公表した。これは1994年（平成6年）9月の都市計画変更をもって反映され、1996年（平成8年）1月に建設大臣の許可を受けたことで、1977年（昭和52年）の整備計画除外以来、19年ぶりに再度組み入れられた。
高速3号北部（以下、6号清須線と呼称する）の計画と並行して、清洲JCTで連結する名岐道路（16号一宮線）の事業着手が1995年（平成7年）に発表され、計画では両路線とも同時期の開通とされた。しかし6号清須線の用地買収の遅れから2路線同時供用は諦めて16号一宮線を先行開業させることとして、2005年（平成17年）2月に供用された。なお、普通は郊外路線よりも都心部に近い路線を優先的に供用させるが、開通順序が逆になった背景には、名神高速道路一宮ICと接続するネットワークの早期実現を求める地元財界の強い要望が出されたことによる。6号清須線が供用されたのは2007年（平成19年）12月で、16号一宮線から遅れること2年10か月であった。
なお、路線名称および区間における地名には当初「清洲」の漢字を用いたが、建設途中の2005年（平成17年）7月に西枇杷島町と清洲町、新川町が合併して清須市が発足し、これに伴って2006年（平成18年）に整備計画を変更、路線名称を6号清須線として終点位置も清須市朝日とした。また、6号清洲線（現、6号清須線）の呼称は都心環状線全線開通と同時に4号東海線と並んで制定された路線名である。

### 年表
- 1970年（昭和45年）9月25日 : 最初の都市計画が認可[22]。
- 1975年（昭和50年）5月27日 : 名古屋市は名古屋市議会建設環境部会にて名古屋高速計画路線の変更素案を提出、高速3号を計画から除外する案を提示[23]。
- 1977年（昭和52年）5月25日 : 高速3号は明道町JCT - 山王JCT間を除いて整備計画から除外（ただし都市計画としては残された）、1985年以降の再考を表明[24]。
- 1985年（昭和63年）3月11日 : 名古屋市は名古屋市議会建設環境委員会で高速3号の整備計画組み入れを1988年度以降に延期することを示唆[25]。
- 1992年（平成4年）6月25日 : 名古屋市議会で名古屋市は高速3号の計画を復活させることを表明[26]。
- 1993年（平成5年）6月14日 : 名古屋市は西区新道二丁目に明道町出入口を追加設置することを発表[12]。
- 1994年（平成6年）
  - 9月16日 : 明道町出入口に関連して都市計画変更[27]。
  - 12月22日 : 建設省（現・国土交通省）の指定都市高速道事業のうち、高速3号北部区間の建設にあてる財政投融資枠が大蔵原案内示段階のゼロ査定から一転、22日の折衝により復活。これで高速3号北部の着工に係る財源が確保された[28]。
- 1995年（平成7年）
  - 9月8日 : 公社は高速3号北部区間を整備路線として組み入れる方針を固め、完成予定を2004年度と公表[29]。
  - 9月19日 : 都心環状線全通に伴い放射路線名称を変更し、計画中の高速3号北部区間は6号清洲線とした（報道発表は8月17日[30]）。
- 1996年（平成8年）
  - 1月10日 : 高速3号北方部分を整備計画に組み入れ[14]。
  - 6月 : 本体工事に先立っての支障物件移設などの先行工事および用地買収に着手[7][8]。
- 2000年（平成12年）
  - 9月11日 : 東海豪雨により新川の堤防が決壊[31]。
  - 10月 : 庄内川区域において本体工事に着手[5]。
- 2004年（平成16年）3月18日 : 愛知県議会は建設委員会の報告にて高速3号北部区間の開通が工事の遅れから予定より1 - 2年ほど遅れて2006 - 2007年度になる見通しを表明[32]。
- 2005年（平成17年）2月11日 : 16号一宮線が供用開始[6]。
- 2006年（平成18年）2月3日 : 市町村合併に伴う区間、路線名称変更を整備計画に反映[19]。
- 2007年（平成19年）
  - 11月25日 : 一般公募（応募総数2477通）により庄内川橋梁の名称を「赤とんぼ橋（あかとんぼばし）」に決定[33]。
  - 12月9日 : 明道町JCT - 清洲JCT開通により全線開通[5]。

## 路線状況

### 交通量
24時間交通量（台）　道路交通センサス
| 区間                        | 平成22（2010）年度 | 平成27（2015）年度 |
| --------------------------- | ------------------ | ------------------ |
| 明道町JCT - 明道町出入口    | 42,182             | 50,721             |
| 明道町出入口 - 庄内通出入口 | 42,182             | 50,721             |
| 庄内通出入口 - 鳥見町出入口 | 42,182             | 50,721             |
| 鳥見町出入口 - 清須出入口   | 42,182             | 50,721             |
| 清須出入口 - 清洲JCT        | 42,182             | 50,721             |

（出典：「平成22年度道路交通センサス」・「平成27年度全国道路・街路交通情勢調査」（国土交通省ホームページ）より一部データを抜粋して作成）
- 令和2年度に実施予定だった交通量調査は、新型コロナウイルスの影響で延期された[34]。

## 道路施設

### 環境・景観対策
| 梁のある橋脚（画像左）と梁がない剛結タイプの橋脚（画像右）。梁を省略することで空間に広がりが出て圧迫感が軽減される。 |  | 梁のある橋脚（画像左）と梁がない剛結タイプの橋脚（画像右）。梁を省略することで空間に広がりが出て圧迫感が軽減される。 |
| 梁のある橋脚（画像左）と梁がない剛結タイプの橋脚（画像右）。梁を省略することで空間に広がりが出て圧迫感が軽減される。 |  | |

#### 剛結構造
6号清須線と並行する一般道路の内、浅間町交差点から秩父通交差点間は片側2車線（道路幅30 m）であることから、他の区間よりも道路幅員が狭い。このため、高架道路の路面高さを通常14 mのところを18 mまで引き上げ、橋脚から梁を無くした剛結構造を採用のうえ圧迫感の低減に努めた。また、民有地との離隔を確保するために、道路幅を通常よりも1 m狭くしている。なお、広幅員道路の国道22号との並行区間についても一部で剛結構造を採用しているが、こちらは地質上、液状化の恐れがあることから耐震性を考慮しての採用である。また、橋脚はコスト縮減の意図からコンクリートと鋼で一体となる構造である。また、道路中央にコンクリート橋脚を建てることから、幅が限られるなかで強度を落とさない工夫として鉄筋に新素材を使用した。

#### 裏面吸音版
6号清須線の建設以前から国道22号古城交差点付近の沿線住民は自動車騒音に悩んでいたことで国道事務所によって遮音壁が設置された。その後付けの形で6号清須線が建設される際に、高架裏面に騒音が反響して遮音壁の効果減少が懸念されたことで、その対策として庄内川から名鉄犬山線交差部にかけての高架裏面（国道22号側）に垂れ下げ式吸音版を設置した。また、名鉄線から古城交差点にかけては高架裏面の全面に吸音版を設置している。

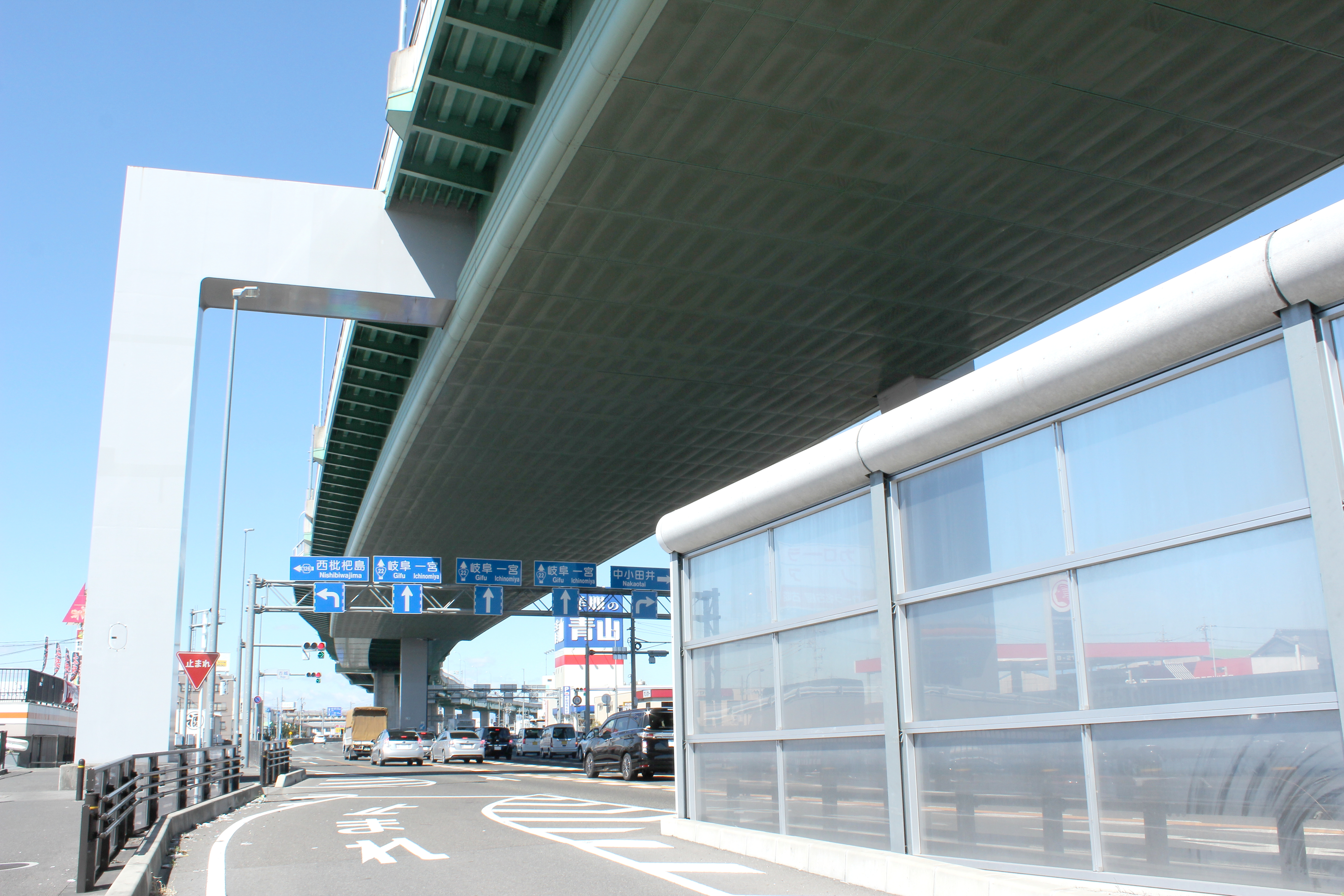
古城交差点における国道22号の遮音壁と高速道路裏面の吸音版。
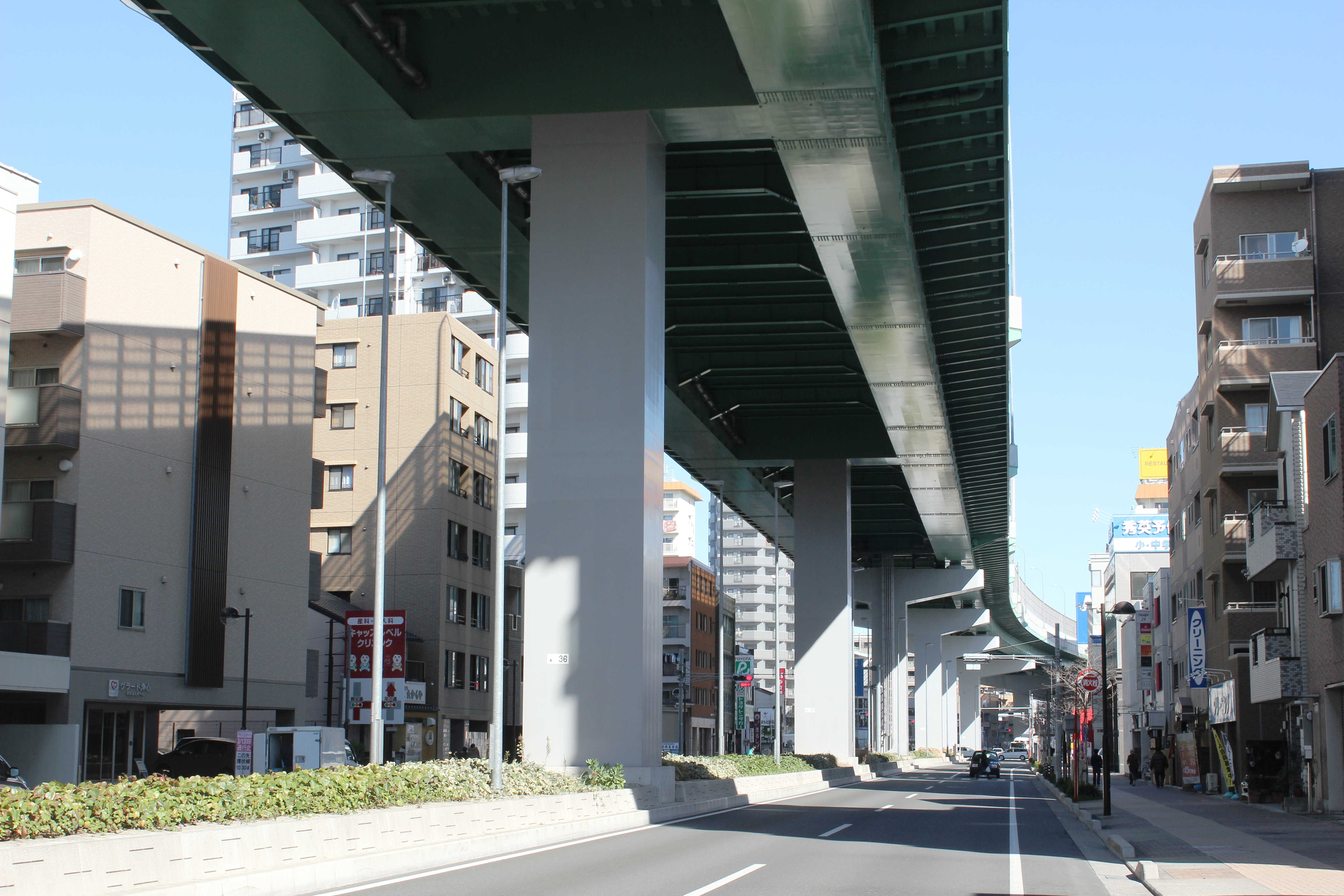
愛知県道63号の一部は片側2車線に減少。その狭い空間を広く見せるために剛結構造を採用した。この下には市営地下鉄鶴舞線が通る。
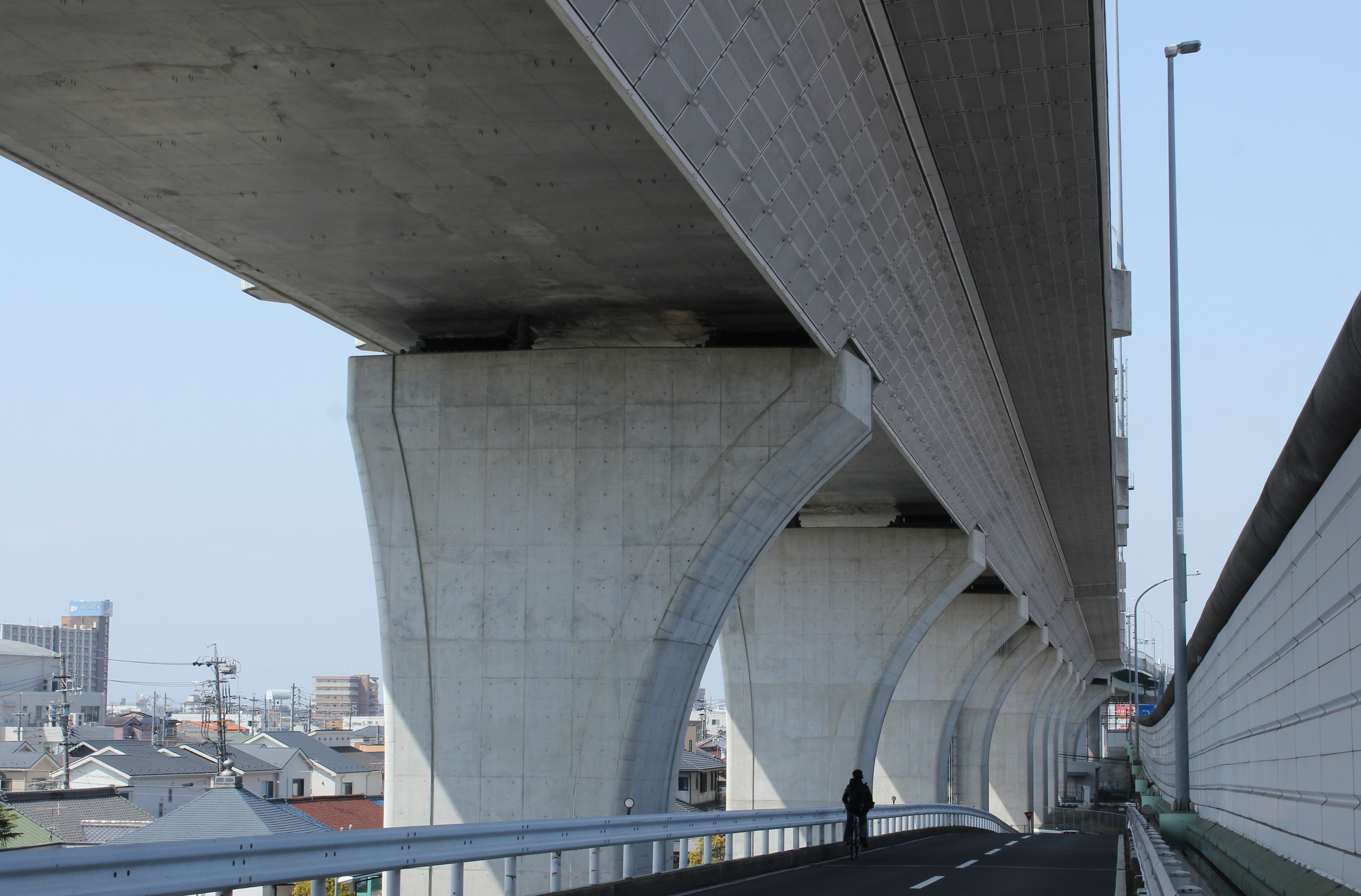
庄内川から名鉄線横断区域までは垂れ下げ式の吸音版を設置。右側は国道22号。手前側は赤とんぼ橋で奥が名鉄犬山線交差部。
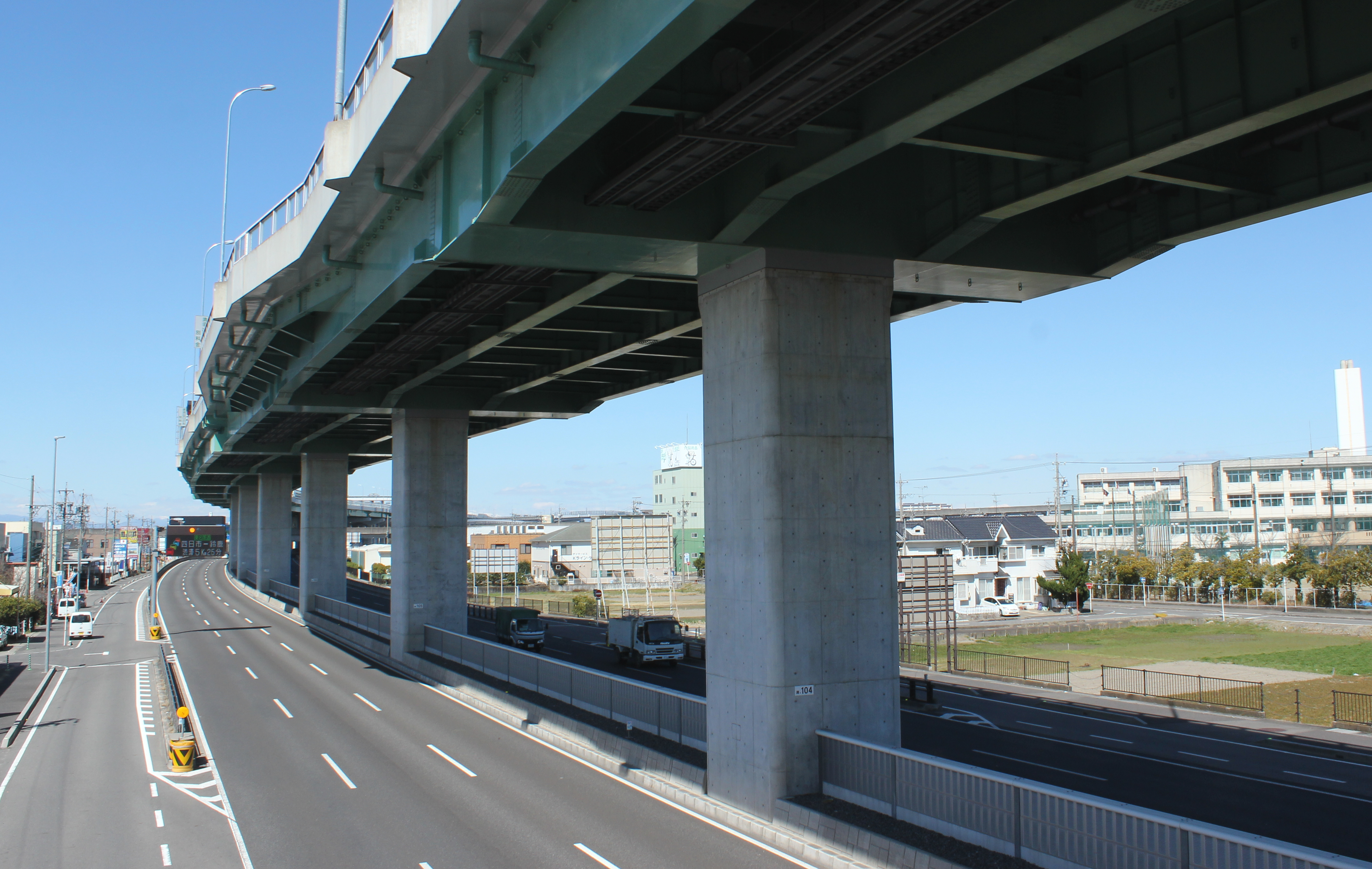
国道22号区間の橋脚も一部で剛結するが、柱はコンクリート。
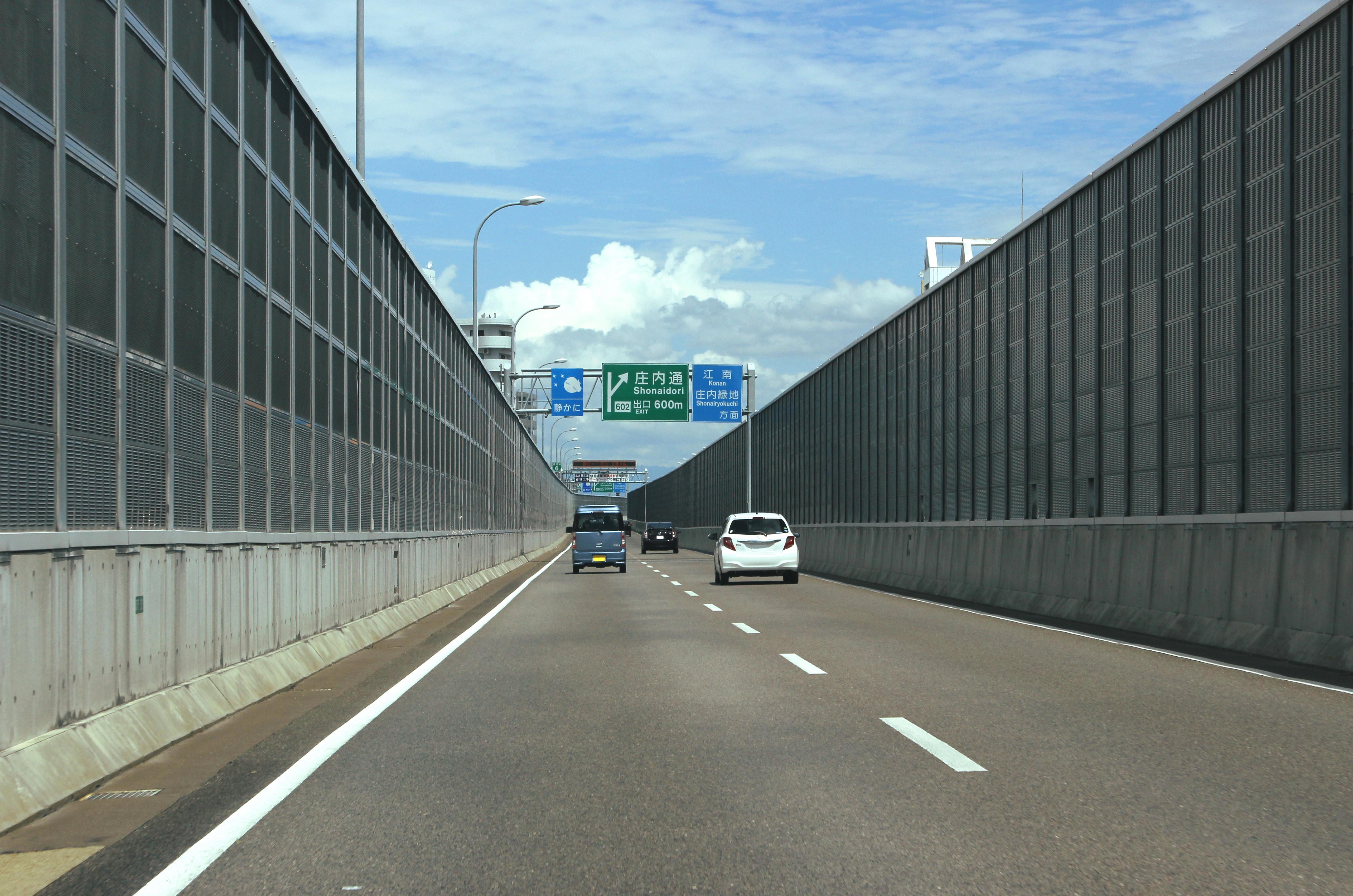
場所によっては4mの高層遮音壁を設置[39]。

### 庄内通カーブ区間

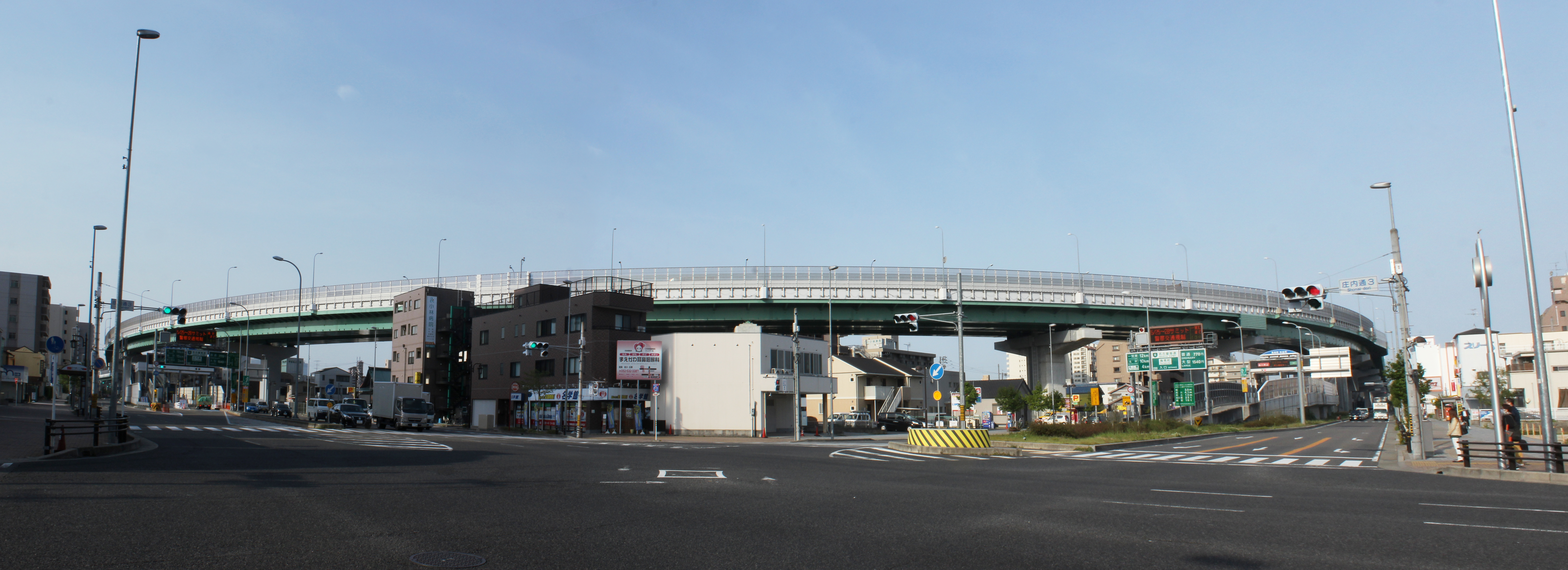
庄内通3丁目付近のカーブ区間。左が庄内通入口（南進用入口）、右が鳥見町入口（北進用入口）。ここで進路を90度変更する。

6号清須線の途中、鉤形に曲がる所が庄内通カーブ区間で、庄内通三丁目交差点の傍らに位置する。他の名古屋高速路線が概ね直線状であるのに対し、6号清須線だけが際立って曲がって見えるのはこの区間のためである。当該区間は既存の十字路を大きくはみ出してカーブを切ることから用地買収の必要が生じ、これと併せて既存の道路拡幅も含めて検討する中で、付近住民から種々の要望が出された。特に堀越ランプ（現・鳥見町出入口）の設置による交差点廃止および学童が交通事故に巻き込まれる危険性を懸念し、ランプ中止を求めて1万人分の著名を集めるまでに抗議の声は大きくなった。話し合いの結果、ランプは設置する代わりに次の条件を取り入れることになった。1.オンランプをかさ上げして、その下に横断通路を設ける。2.オフランプに高速道路出口専用信号機を設置のうえ横断歩道を設ける。また、当該区域の高速道路に2 mの遮音壁を設けて高層住宅への騒音に配慮する旨も取り入れられた。

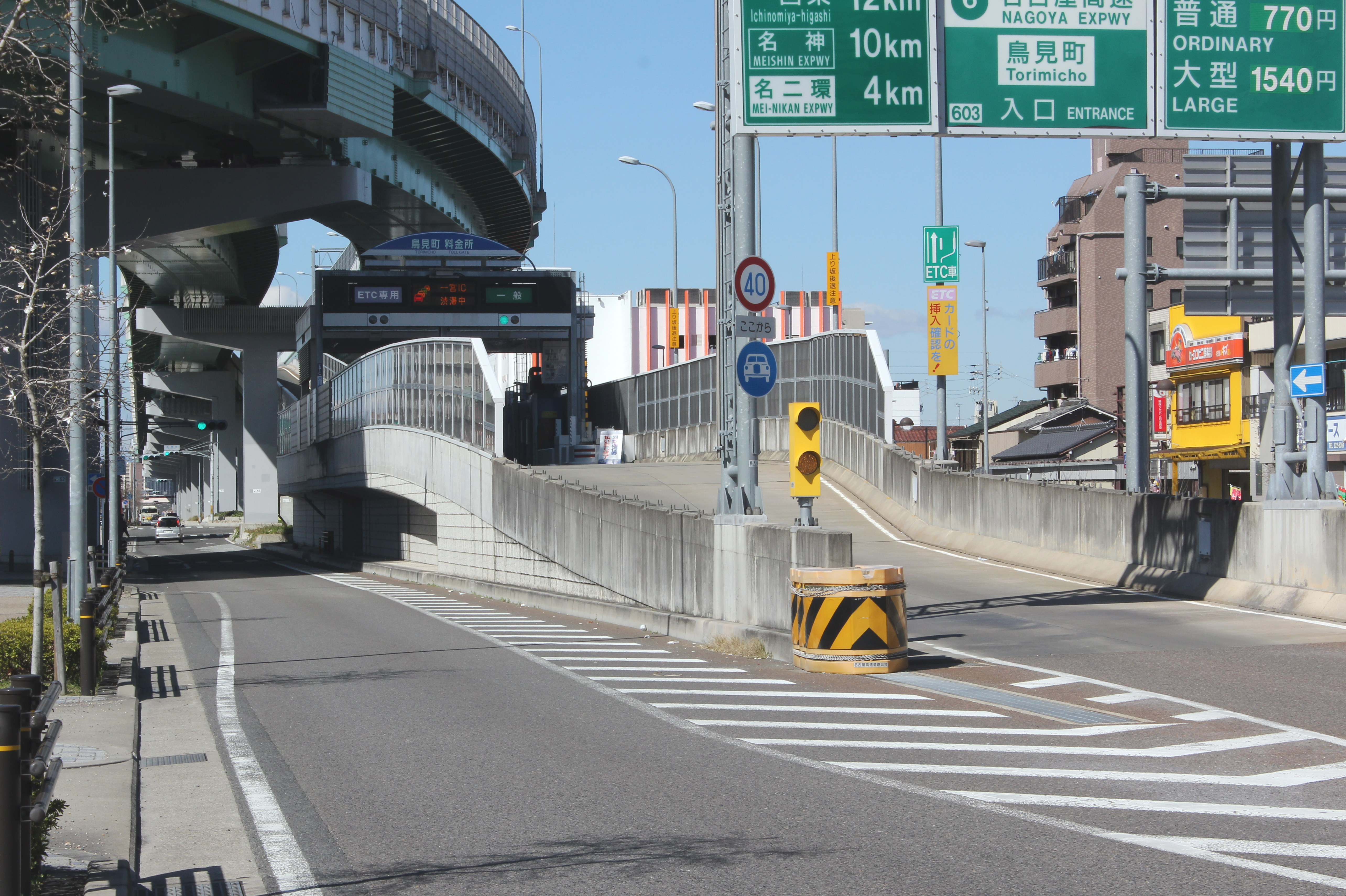
鳥見町入口は横断通路確保のためにオンランプをかさ上げして段差を付けた。
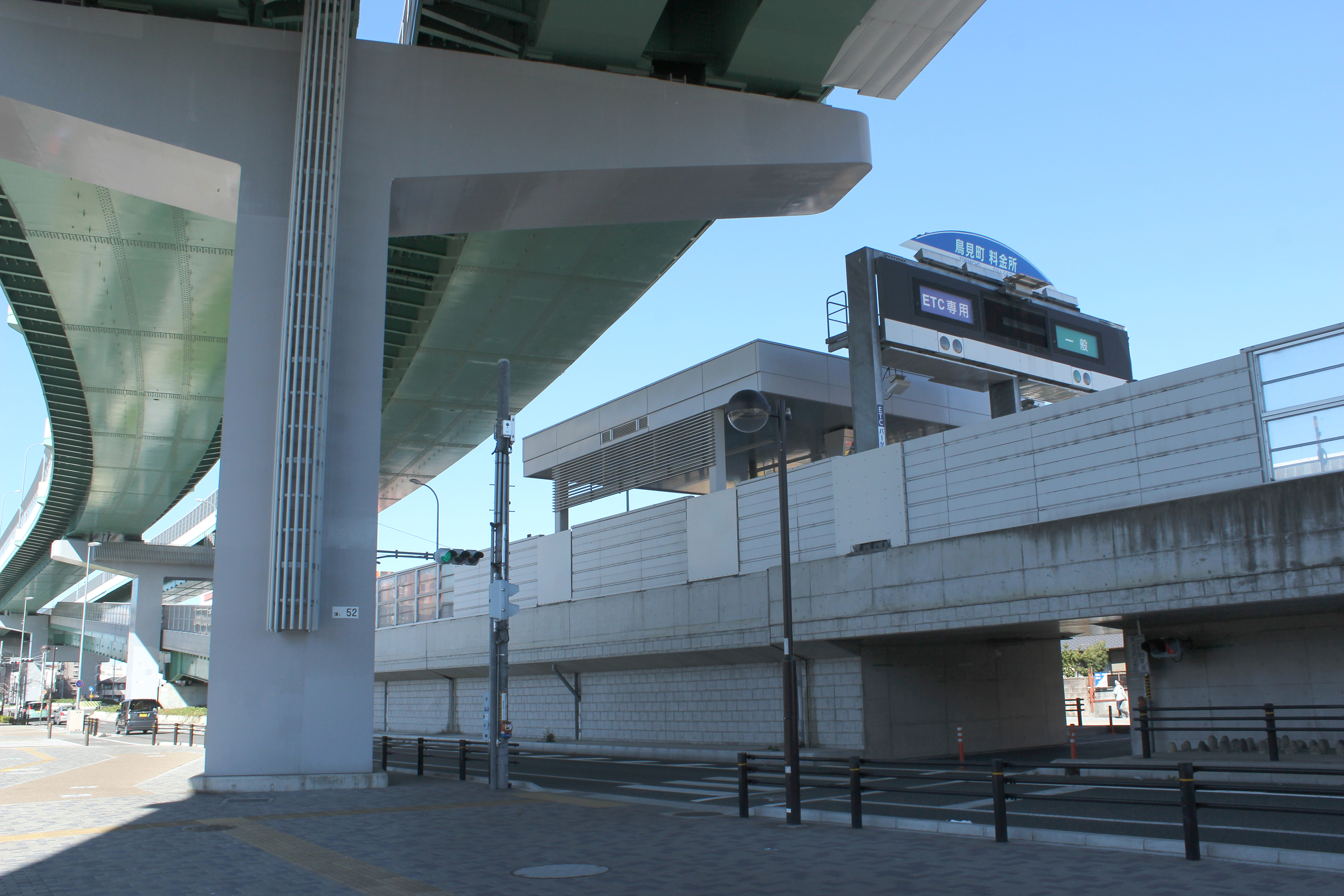
段差部分に料金所を設け、その下に横断通路を設置。
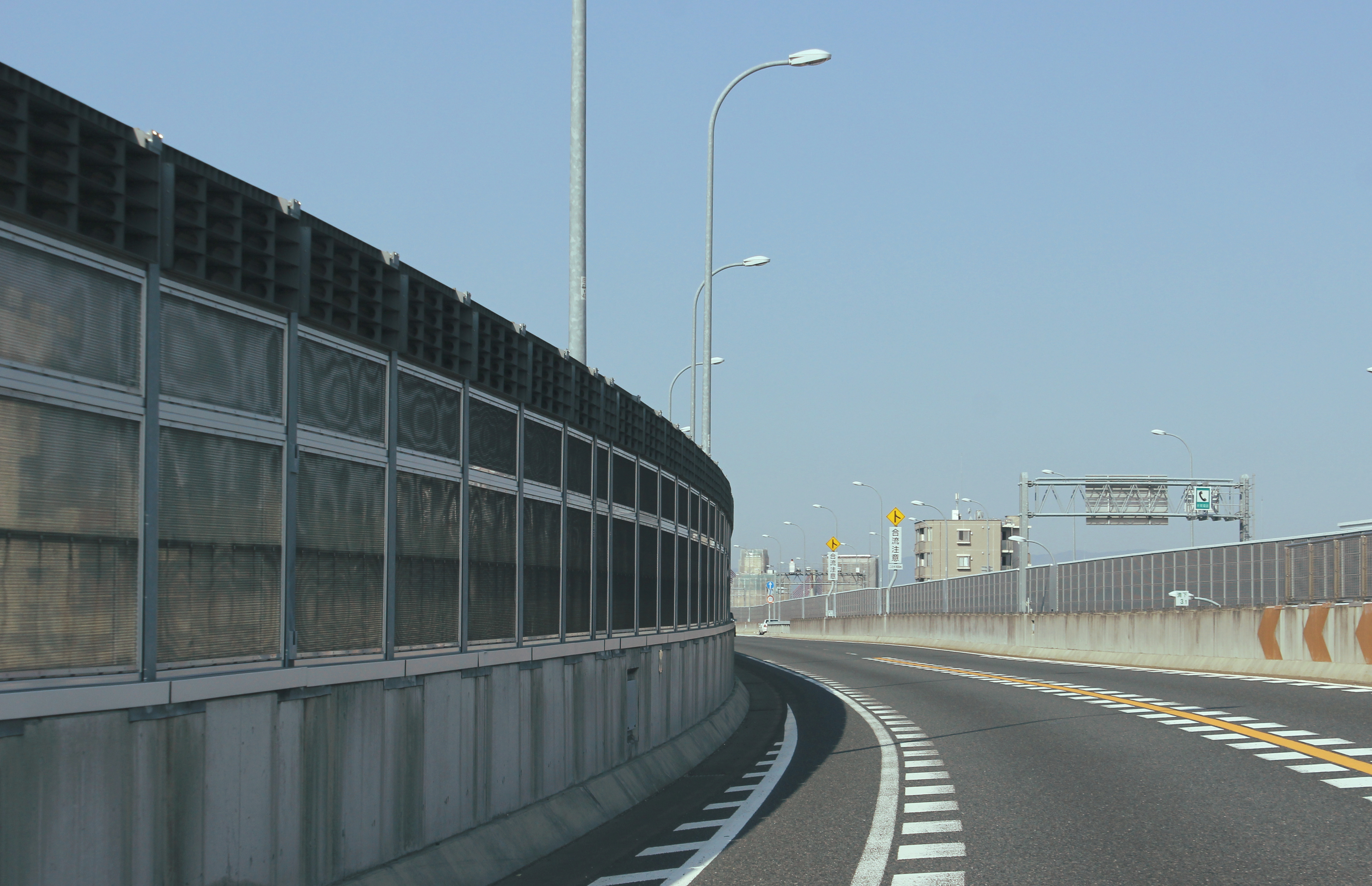
カーブ区間における先端改良型の2 m遮音壁[39]。
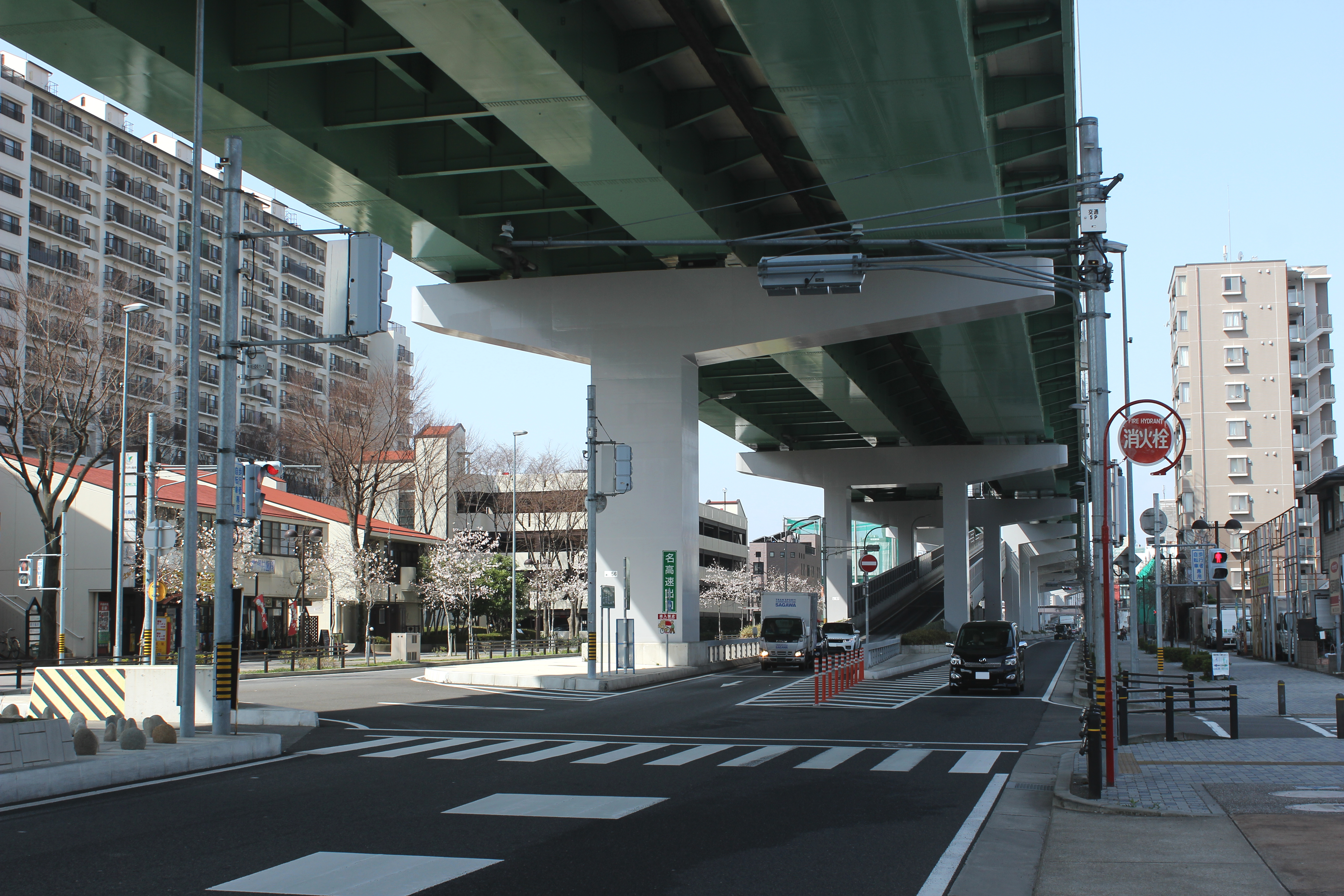
住民要望で設置された鳥見町出口前の横断歩道[39]。

### 庄内川と新川の渡河
6号清須線における河川の横断は庄内川と新川である。これまでの名古屋高速の橋梁は桁橋が採用され、庄内川に限って見ても、1号楠線の新川中橋や5号万場線の万場大橋も同様の構造である。しかし、名古屋高速にとって大規模河川に架ける大橋としては6号清須線の庄内川が最後であること、および、庄内川は名古屋市と清須市の市境にあることから、名古屋の北方側の表玄関にふさわしいシンボリックな橋を構築することになった。しかし、斜張橋では工費が高くなるため、それより経済的な構造としてエクストラドーズド橋を採用した。その構造はプレストレストコンクリート鋼材を使用し、道路幅員中央の主塔から伸びる斜ケーブルで橋桁を支える1面吊り方式である。計画当初は2面吊り方式で構想され、のちに橋梁の専門家をフランスより招聘して指示を仰いだ結果、1面吊り方式を強く推奨したことから現状の方式に落ち着いた。この橋には、ケーブルカラーが赤であることや、トンボが羽を休めた形に見えることから「赤とんぼ橋」の名が付けられている。なお、赤とんぼ橋は庄内川の下流側に偏って構築され、並行する国道22号新名西橋が直進する構造である。6号清須線は庄内川の両岸で国道22号の中央に分合流する。
新川は元は河川内に橋脚を設置する計画であったが、2000年（平成12年）の東海豪雨によって堤防が決壊したことで河川内の設置を取り止め、径間を長めに取ったうえで両岸に橋脚を設置する現状の構造に改められた。

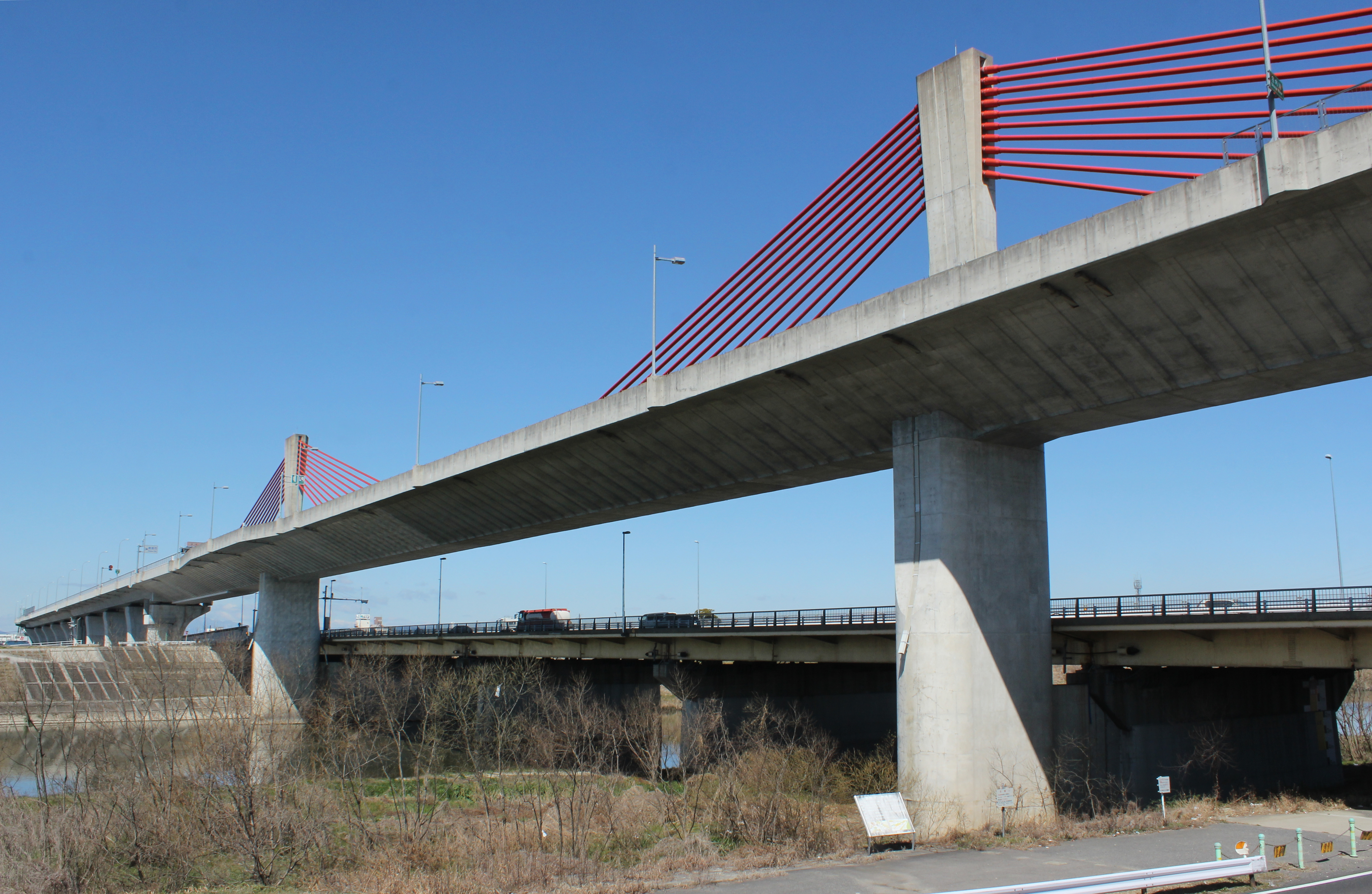
庄内川に架かる赤とんぼ橋。
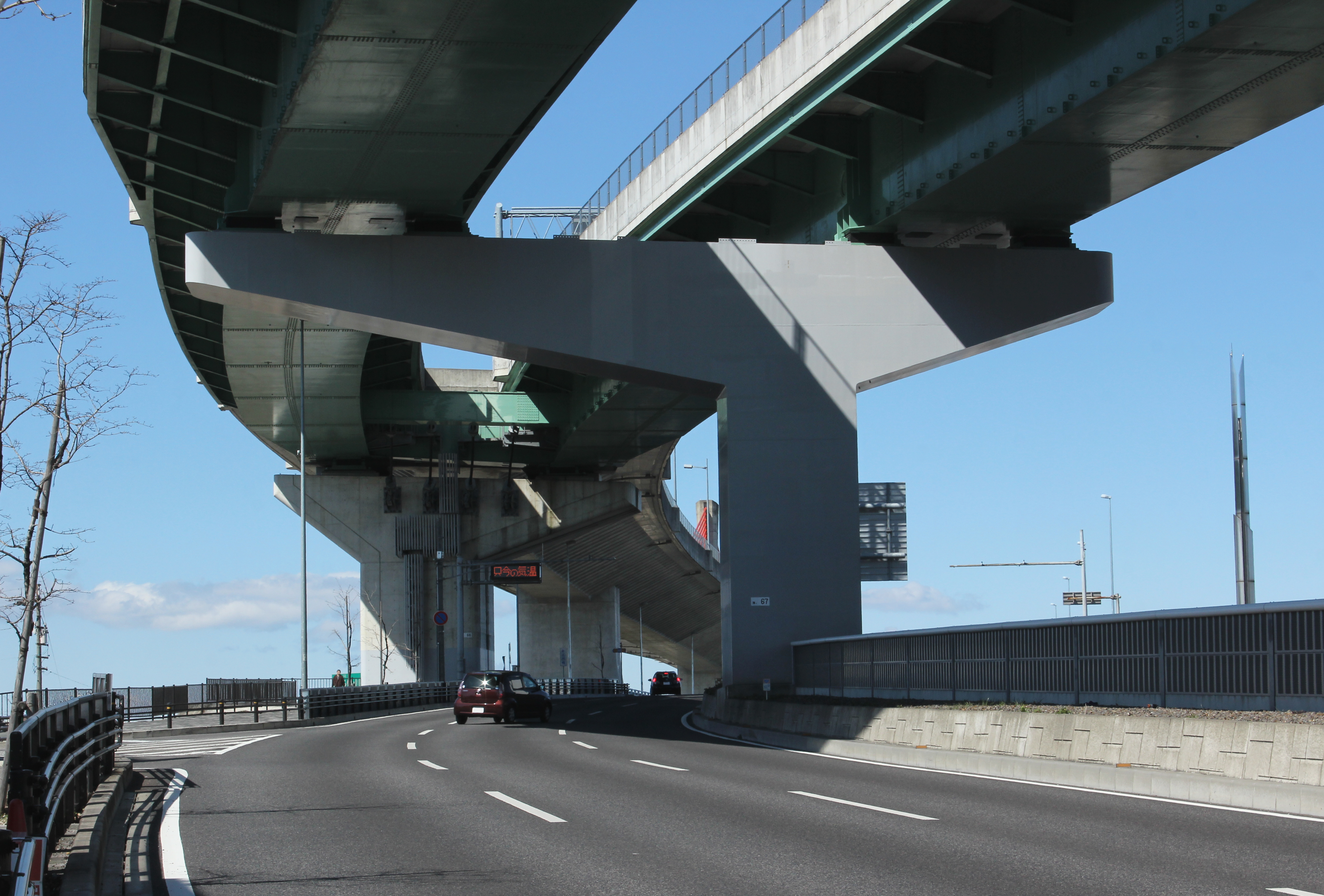
国道22号中央から庄内川下流側に移行のうえ渡河する。
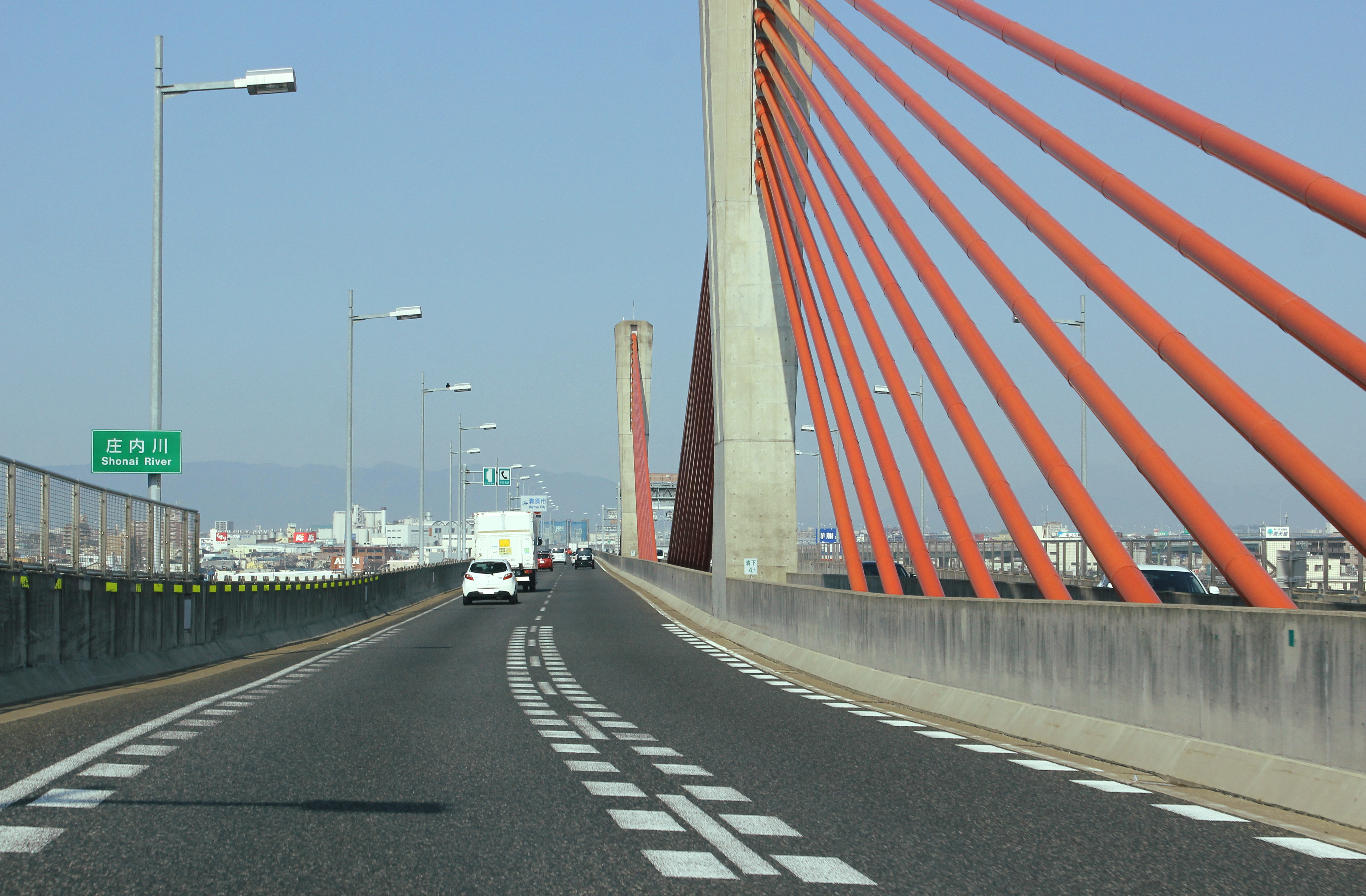
斜ケーブル1面吊り構造[42]。
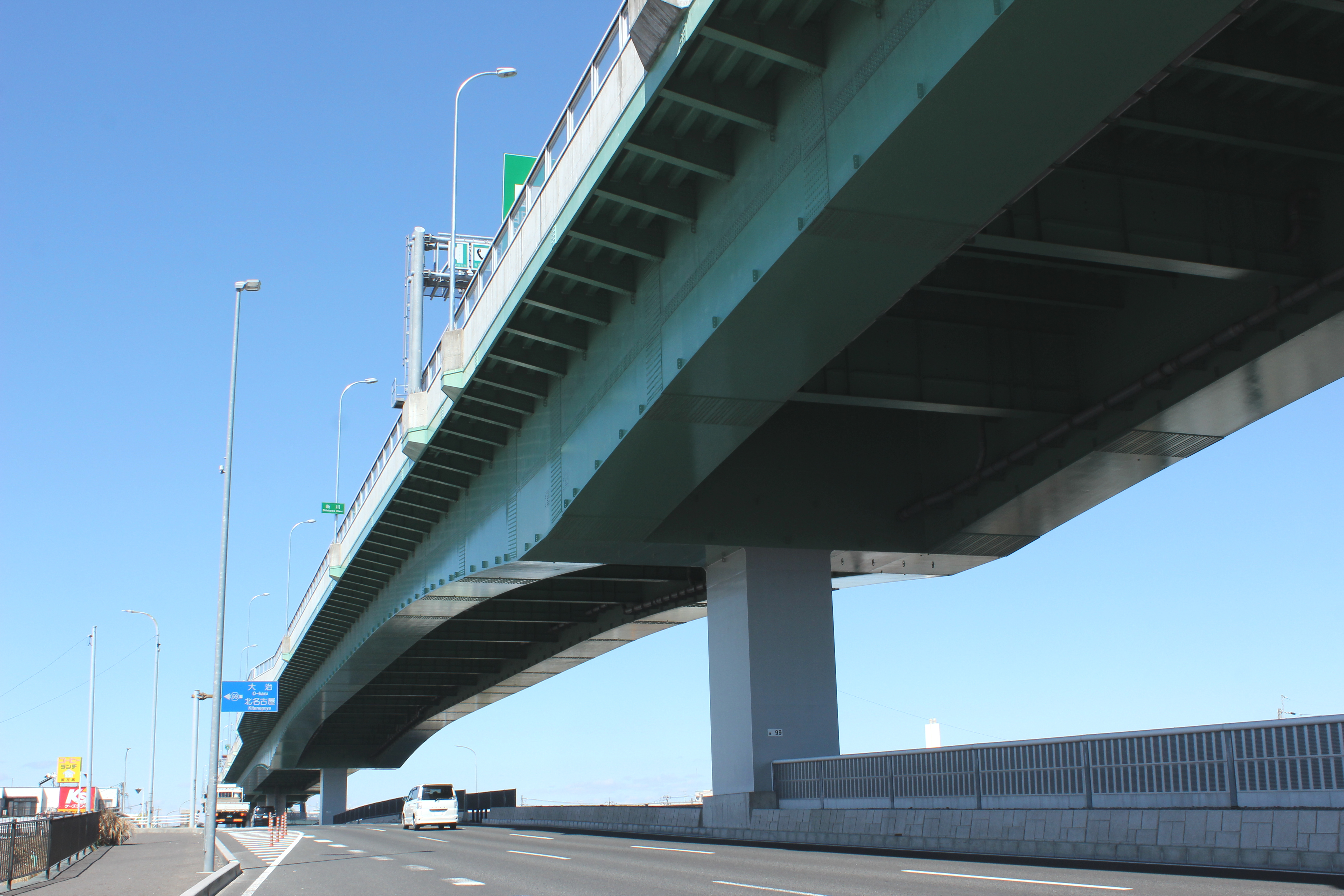
新川を渡河。
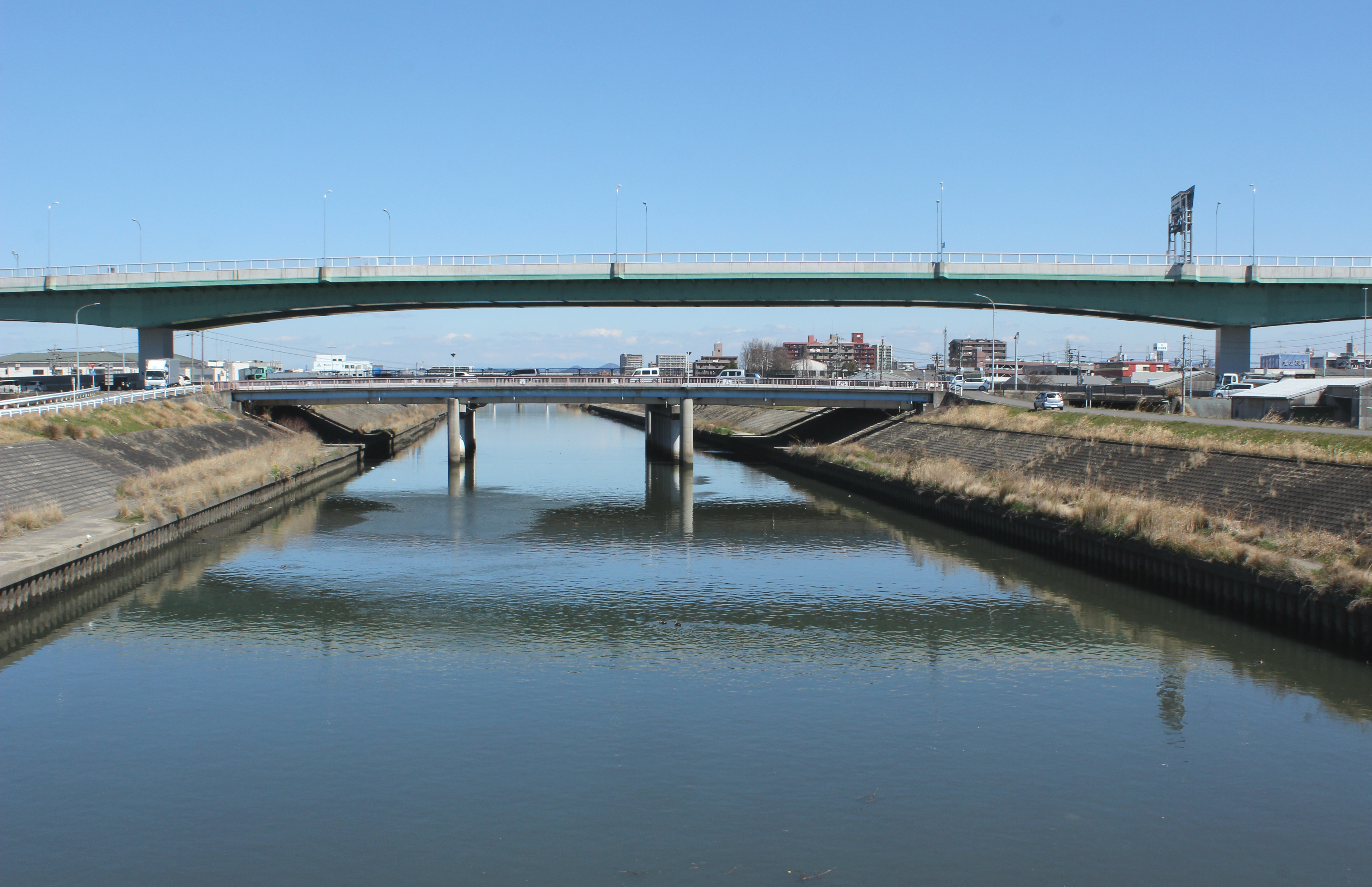
河川の両岸に橋脚を設置（新川）。東海豪雨により決壊した堤防は橋の向こう左側。

## 地理

### 通過する自治体
- 名古屋市（西区） - 清須市

### 接続高速道路
- 名古屋高速都心環状線（明道町JCTで接続）
- C2 名古屋第二環状自動車道（清洲JCTで接続）
- 名古屋高速16号一宮線（清洲JCTで直結）